# Барклейкард Арена (Хамбург)
O2 Свят Хамбург (O2 World Hamburg) е мултифункционална зала за спортни и културни прояви в германския град Хамбург.
Наименувана е на най-голямото норвежко фериботно параходство Колор Лайн.
Размерите на залата са 150 х 110 х 33 м. Максималният капацитет е 16 000 места, но по време на мачове на хандбалния отбор на „Хамбургер“ и хокейния отбор „Хамбург Фрийзърс“ спада до 13 000. Тя е построена за 16 месеца, като разходите възлизат на 83 милиона евро. Строежът е финансиран от финландския предприемач Хари Харкимо и град Хамбург, който продава парцела на Харкимо за символичната цена от една германска марка и влага 12 милиона марки за подобряване на инфраструктурата в околността.

## Използване
В Колор Лайн Арена се играят домакинските мачове на хандбалния отбор на Хамбургер и на хокейния Хамбург Фрийзърс. Освен това от 2003 г. там се играят мачовете от финалната четворка за купата на Германия по хандбал, като според договора те ще се състоят там поне до 2012 г. Колор Лайн Арена домакинства и на мачове от 20-ото световно първенство по хандбал през януари/февруари 2007-а. Залата се използва и за провеждане боксови срещи и турнири по футбол на малки вратички.
Освен спортни прояви, в Колор Лайн Арена се изнасят множество концерти. Световноизвестни изпълнители като Браян Адамс, Марк Нопфлър, Фил Колинс, Шакира, Сантана и мн. др. са гастролирали в залата.
По време на целия хокеен сезон подът на залата е покрит с лед, а когато има други мероприятия, ледът се покрива с изолиращи панели.

## История
След дългогодишни спорове, отнасящи се до мястото, където да бъде построена залата, концепцията ѝ, реализацията на проекта и това кой да бъде неин управител, на 13 юни 2001 е направена първата копка на строежа на залата. На официална церемония на 8 ноември тя е кръстена Колор Лайн Арена. През март 2002 г. е завършен грубият строеж. Официалното откриване се състои на 8 ноември 2002 със съвместен концерт на Фил Колинс, Саша и Уондъруол.